# Hubert Zimba
Hubert Timothy Zimba, auch Hurbat Zimba oder Herbert Zimba, (* um 1941; † 8. Dezember 2013) war ein malawischer Fußballschiedsrichter.

## Karriere
Hubert Zimba war vor allem von den 1970er Jahren bis in die 1990er Jahre als Schiedsrichter aktiv, wurde im Laufe seiner Karriere zu einem FIFA-Schiedsrichter und leitete neben unzähligen Spielen auf nationaler auch zahlreiche Partien auf internationaler Ebene.
Zu einem Eklat kam es im Jahr 1982 beim Halbfinale des CECAFA Club Cups des Jahres 1982 zwischen den beiden kenianischen Vereinen AFC Leopards und Gor Marhia, das Zimba als Schiedsrichter leitete. Als Titelverteidiger und Sieger der letzten beiden Jahre tat sich Gor Mahia im Spiel gegen die Leopards schwer sich durchzusetzen. Als es nach einem 0:0 in der regulären Spielzeit zu einem Elfmeterschießen kam, beging Zimba in diesem einen schweren Fehler. Nach dem ersten Tor durch Abdul Baraza (Leopards), schoss Sammy Owino (Gor Mahia) daneben, danach traf Wilberforce Mulamba zum 2:0 für die Leopards, woraufhin mit Abbey Nasur ein weiterer Spieler von Gor Mahia seinen Elfmeter deutlich verschoss. Der nächste Elfmeter vom sonst so sicheren Josephat Murila (Leopards) ging am Tor vorbei, woraufhin allerdings auch Gor Mahias Tim Ayieko mit seinem Elfmeterschuss – am Leopards-Torhüter Mahmoud Abbas – scheiterte. Obwohl beide Teams noch zwei Versuche übrig hatten, pfiff Zimba plötzlich das Spiel ab und entschied unerklärlicherweise auf einen 4:2-Sieg für den AFC Leopards. Die Vereinsverantwortlichen von Gor Mahia legten daraufhin einen Einspruch gegen das Ergebnis ein und forderten eine Wiederholung, woraufhin das Council for East and Central Africa Football Associations (CECAFA), das das Turnier ausrichtete, eine Dringlichkeitssitzung abhielt. Der aus Sambia stammende CECAFA-Vorsitzende David Liwanika meinte dazu, dass es technisch gesehen für den Schiedsrichter nicht richtig war, das Spiel zu diesem Zeitpunkt zu beenden, da noch die Möglichkeit eines Unentschiedens bestand. Da die Richtlinien der CECAFA jedoch auch keine Wiederholung vorsahen, kam es auch keine Möglichkeit einer Wiederholung des Spiels. Zimba wurde in weiterer Folge von der CECAFA für seinen Fehler streng gerügt und das Council entschied, dass die verbleibenden zwei Elfmeter am nächsten Morgen ausgeführt werden sollten. Während die AFC Leopards im Stadion auftauchten, blieb Gor Mahia dem Platz fern, woraufhin es zu Disziplinarmaßnahmen des CECAFA gegen den kenianischen Verein kam. Das Spiel wurde schließlich mit einem 2:0-Sieg der Leopards gewertet, die daraufhin ins Finale gegen den Rio Tinto FC aus Simbabwe einzog. Gor Mahia bestand bis zum Schluss darauf, dass das gesamte Match wiederholt werden sollte und wollte in weiterer Folge auch nicht beim Spiel um Platz 3 gegen die Young Africans aus Tansania antreten. Zu dieser Zeit war Zimba kein FIFA-Schiedsrichter. Unter Protest absolvierte Gor Mahia das Spiel gegen die Young Africans und verlor dieses mit 0:1.
Noch bis in die 1990er Jahre war Zimba weiterhin als Schiedsrichter aktiv. Im Dezember 1993 erlitt er, nachdem er ein Spiel zwischen den Big Bullets und den Red Lions geleitet hatte, einen Schlaganfall, nachdem er von aufgebrachten Zuschauern verprügelt worden war. Seit dieser Zeit litt er an den Folgen des Schlaganfalls und starb am 8. Dezember 2013 im Alter von 72 Jahren. In einem Nachruf bezeichnete ihn der Vorsitzende des Malawi National Council of Sports, Bester Kalombo, der einst selbst ein erfolgreicher Schiedsrichter war, als einen der besten Schiedsrichter, die das Land je hervorgebracht hat.